# Кушель, Гильермо
Гильермо «Вилли» Кушель (1918—2017) — чилийско-новозеландский энтомолог. Специализировался на долгоносиках (Curculionidae).

## Биография
Рос в семье с десятью братьями и сестрами.
В 1946 году Кушель провел энтомологические исследования в чилийских провинциях Тарапака и Антофагаста. В 1948 он участвовал в энтомологической экспедиции Университета Чили в Антофагасту. С 1950 по 1956 год работал энтомологом на педагогическом факультете в Университете Чили. В 1953 году ему была присвоена степень доктора философии по биологии. С 1957 по 1962 год являлся профессором и заведующим энтомологическим отделом в Зоологическом исследовательском центре университета Чили.
В декабре 1962 года он переехал в Нельсон, Новая Зеландия, где стал членом энтомологического института Новозеландского департамента научных и промышленных исследований (DSIR). В 1974 году институт был переведен в Окленд. В 1983 году Кушель вышел на пенсию в возрасте 65 лет и продолжал работать ассистентом до старости.
Во время своего пребывания в Университете Чили, Кушель совершил многочисленные поездки, в том числе две на острова Хуан-Фернандес, о которых он опубликовал 40 статей в журнале Revista Chilena de Entomología в период с 1952 по 1957 год под названием Los insectos de las Islas Juan Fernández. За вклад в изучение фауны насекомых на этих островах он получил медаль Линнея от Лондонского общества Линнея. С марта 1953 года по март 1954 года изучал коллекции долгоносиков в нескольких европейских музеях, включая Геную, Базель, Вену, Мюнхен, Хардерберг, Берлин, Гамбург, Копенгаген, Стокгольм, Упсалу, Хельсинки, Брюссель, Париж, Лондон и Оксфорд.
До 1955 года являлся редактором журнала Revista Chilena de Entomología. С 1950 по 1952 год, а затем и в 1956 году он был президентом Чилийского энтомологического общества.
Кушель был одним из самых активных экспертов по долгоносикам своего времени. Он интересовался фауной жуков южного полушария, а также первобытными долгоносиками и их классификацией. Он уделял особое внимание правильному изучению и надлежащему представлению структур мужской и женской репродуктивной системы, филогенезу и их использованию в таксономии.
В период с 1943 по 1991 год Кушель опубликовал более 100 статей. К 2003 году он описал 152 новых вида жуков.
Скончался во сне в возрасте 99 лет.

## Семья
Кушель был женат на новозеландском энтомологе Беверли Энн Холлоуэй. 

## В его честь названы
Многочисленные роды разных животных названы в честь Кушеля, среди них: Kuschelius Sublette & Wirth 1980 (двукрылые), Kuschelomyia Souza Lopes 1961 (двукрылые), Kuscheliana Carvalho 1952, Kuscheliola Evans 1957, Kuschelita Climo 1974 г. (улитки), Kuschelacarus Cook 1992 г. (клещи), Kuschelina Bechyné 1951 г. (жуки), Kuschelydrus Ordish 1976 г. (жуки), Kuschelus Kaszab 1982 г. (жуки), Kuscheliotesleususususususususususus 1963 года (клещи), Kuschelidium Johnson 1982 (жуки), Kuschelaxius Howden 1992 (жуки) и Kuschelanthus Alonso-Zarazaga & Lyal 1999 (жуки).